# ريتشارد بيلامي
ريتشارد بيلامي هو سياسي كندي، ولد في 1825، وتوفي في 1892. انتخب عضو الجمعية التشريعية لنيو برونزويك ‏.